# Rhadinella godmani
Rhadinella godmani är en ormart som beskrevs av Günther 1865. Rhadinella godmani ingår i släktet Rhadinella och familjen snokar.
Arten förekommer med flera från varandra skilda populationer från södra Mexiko över Guatemala, El Salvador och Honduras till Costa Rica och nordvästra Panama. Den lever i bergstrakter och på högplatån mellan 1200 och 2650 meter över havet. Individerna vistas i molnskogar och i andra skogar med bland annat tallar och ekar. Honor lägger ägg.
För beståndet är inga hot kända och Rhadinella godmani är ganska vanligt förekommande. IUCN listar arten som livskraftig (LC).

## Underarter
Arten delas in i följande underarter:
- R. g. godmani
- R. g. zilchi